# Gravois Mills
Gravois Mills est un village de l'État américain du Missouri, située dans le comté de Morgan. Selon le recensement de 2010, sa population est de 144 habitants.